# Morfōtikos Athlītikos Syllogos Nikī Aiginiou
Il Morfōtikos Athlītikos Syllogos Nikī Aiginiou è una società di pallavolo maschile, con sede ad Aiginio: milita nel campionato greco di Volley League.

## Storia
Il Morfōtikos Athlītikos Syllogos Nikī Aiginiou viene fondato nel 1990 da una costola della sezione pallavolistica del GAS Aiginiou, diventata indipendente rispetto alla polisportiva di origine. Dopo diversi anni nelle categorie minori del campionato greco, il club esordisce in Volley League nella stagione 2012-13, classificandosi al nono posto, ma retrocedendo già nella stagione seguente come dodicesimo e ultimo classificato.
Tornato in massima divisione nel campionato 2017-18, retrocede immediatamente in A2 Ethnikī, piazzandosi al penultimo posto.